# 綏遠省 (中華人民共和國)
綏遠省，是中國共產黨在1949年6月成立的省級行政區，中華人民共和國建國後，於1954年撤銷，前後存在5年。

## 管轄範圍
全省轄境相當於今內蒙古自治區西南部巴彥淖爾市、鄂爾多斯市、包頭市、呼和浩特市及烏蘭察布市全境。

## 行政沿革
1949年6月13日，晉綏邊區綏蒙政府改稱綏遠省人民政府，駐承德市。
1949年12月21日，绥远省军政委员会发出《关于解决乌伊两盟问题纪要》，其中决定取消伊克昭盟两个特殊的县级行政区——桃力民办事处和达拉特旗组训处，将桃力民办事处辖区划回杭棉旗和鄂托克旗，达拉特旗组训处划回达拉特旗。1949年12月27日，绥远省军政委员会成立大会上，副主席高克林在讲话中明确了绥远省军政委员会管辖的行政区，分别是：2个盟、18个旗、22个县、3个市，确定取消桃力民办事处、达拉特旗组训练处。
1949年12月31日，綏東解放區的綏遠省人民政府與原國民政府綏遠省政府正式合併，合組綏遠省人民政府，駐歸綏市，由中央直接領導。該年轄有2市，22縣，18旗：
- 市：歸綏市、包頭市
- 縣：豐鎮縣、集寧縣、涼城縣、陶林縣、興和縣、龍勝縣、歸綏縣、武東縣、武西縣、和林格爾縣、清水河縣、托克托縣、薩縣、包頭縣、固陽縣、五原縣、臨河縣、安北縣、狼山縣、米倉縣、晏江縣、東勝縣
- 旗：鑲紅旗、鑲藍旗、正黃旗、正紅旗、土默特獨立旗、東公旗、中公旗、西公旗、茂明安旗、達爾罕旗、四子王旗、准格爾旗、達拉特旗、烏審旗、札薩克旗、鄂托克旗、郡王旗、杭錦旗

1950年行政区划：
- 綏東專區
- 綏中專區
- 綏西專區
- 伊克昭盟蒙古族自治區
- 烏蘭察布盟蒙古族自治區
- 歸綏市
- 包頭市
- 土默特旗
- 東四旗中心旗（由正紅旗統管）
  - 鑲藍鑲紅聯合旗
  - 正黃旗

1950年11月撤销百灵庙办事处，分设绥远省乌兰察布盟五当召直属区（1951改设县级石拐沟矿区）、乌兰花直属区（为乌兰察布盟驻地，1952并入四子王旗，现为四子王旗驻地）。1950年乌兰察布盟迁驻包头市。 
1951年，綏東專區改名集寧專區，綏中專區改名薩縣專區，綏西專區改名陝壩專區。
1952年，绥远省改由華北行政委員會領導。撤銷薩縣專區，併入集寧專區。轄2專區、2自治區。
1954年3月6日，綏遠省撤銷，併入內蒙古自治區。

## 行政區劃
1954年綏遠省劃歸內蒙古自治區前，轄有歸綏、包頭2市，集寧、陝壩2專區及伊克昭盟、烏蘭察布盟2蒙古族自治區：
綏遠省直轄地
1949年歸綏市、包頭市成為綏遠省轄市，省人民政府駐歸綏市。
綏東專區、集寧專區
1950年設綏東專區，專署駐集寧縣。轄集寧、陶林、興和、豐鎮、涼城、龍勝（駐卓資山）、武東（由武川縣東部析置，駐旗下營）等7縣及平地泉鎮。1951年改稱集寧專區。1952年專署改駐平地泉鎮，龍勝縣改稱卓資縣，原薩縣專區所屬薩拉齊、包頭、固陽、武川、歸綏、和林格爾、清水河、托克托共8縣併入本專區，轄有15縣1鎮。1953年，固陽縣劃歸烏蘭察布盟蒙古族自治區。撤銷包頭縣，分別併入包頭市、烏拉特前旗、達拉特旗和石拐溝礦區，是年轄有13縣1鎮。
綏中專區、薩縣專區
1950年設綏中專區，專署駐薩拉齊縣。轄薩拉齊、包頭、固陽、武川（武西縣恢復原名）、歸綏、和林格爾、清水河、托克托共8縣。1951年改稱薩縣專區。1952年撤銷本專區，所屬各縣併入集寧專區。
綏西專區、陝壩專區
1950年設綏西專區，專署駐陝壩鎮。轄米倉（駐三道橋）、臨河（駐解放鎮）、狼山（駐永安堡）、晏江（駐塔爾湖畔）、五原、安北（駐扒子補隆）共6縣及陝壩鎮。1951年改稱陝壩專區。1953年米倉縣改為杭錦後旗；晏江縣改為達拉特后旗，是年轄有4縣、2旗、1鎮。
伊克昭盟蒙古族自治區
1950年設伊克昭盟蒙古族自治區，自治區人民政府駐東勝縣。轄東勝縣及准格爾旗（駐沙圪堵）、達拉特旗（駐樹林召）、郡王旗、杭錦旗、札薩克旗（駐新街鎮）、烏審旗（駐達布察克鎮）、鄂托克旗（駐烏蘭哈拉嘎蘇，即烏蘭鎮）等7旗，達爾扈（駐伊金霍洛）、通格朗2區。1952年達爾扈與通格朗2區改由札薩克旗管轄。
烏蘭察布盟蒙古族自治區
1950年設烏蘭察布盟蒙古族自治區，自治區人民政府駐包頭市。轄四子王旗（駐昌汗博拉更，後駐烏蘭花鎮）、烏拉特前旗（又稱西公旗，駐哈拉干卜隆）、烏拉特中旗（又稱中公旗，駐本壩太廟）、烏拉特後旗（又稱東公旗，駐管家窯子）、茂明安旗（駐喜拉鴜老鳥）、達爾罕旗（駐昌汗厚）等6旗及烏蘭花、五當召（駐巴達蓋）2區。1951年五當召區改設石拐溝礦區。1952年合併烏拉特中旗、烏拉特後旗為烏拉特中後聯合旗（駐海流圖）；合併達爾罕旗、茂明安旗為達爾罕茂明安聯合旗（駐百靈廟）；撤銷烏蘭花區，轄有4旗、1礦區。1953年集寧專區所屬固陽縣劃歸本自治區；自治區人民政府遷駐固陽縣城。是年轄有1縣、4旗、1礦區。

## 人民政府
- 綏遠省人民政府主席
  1. 董其武 （1949年12月31日－1952年5月12日）
  2. 烏蘭夫 （1952年5月12日－1954年3月6日）